# Barreira (Mêda)
Barreira é uma povoação portuguesa sede da Freguesia de Barreira do Município de Mêda, freguesia com 25,46 km² de área e 165 habitantes (censo de 2021), tendo, por isso, uma densidade populacional de 6,5 hab./km².
A aldeia da Barreira caracteriza-se pela sua grande festa tradicional que remonta à data de 1900, consagrada a Nossa Senhora dos Milagres, sendo a festa mais frequentada da zona tanto a nível religioso, como a nível comercial e económico devido a grande densidade de emigrantes da zona.

## Demografia
Nota: Nos censos de 1878 a 1930 figura Barreira e Gateira. No censo de 1864 figuram no concelho de Vila Nova de Foz Côa como freguesias distintas. Passaram para o atual concelho por decreto de 4 de dezembro de 1872. Pelo decreto-lei nº 27.424, de 31 de dezembro de 1936, foi extinta a freguesia de Gateira, ficando os seus lugares incluídos nesta freguesia.
A população registada nos censos foi:
| Distribuição da População por Grupos Etários | Distribuição da População por Grupos Etários | Distribuição da População por Grupos Etários | Distribuição da População por Grupos Etários | Distribuição da População por Grupos Etários |
| -------------------------------------------- | -------------------------------------------- | -------------------------------------------- | -------------------------------------------- | -------------------------------------------- |
| Ano                                          | 0-14 Anos                                    | 15-24 Anos                                   | 25-64 Anos                                   | > 65 Anos                                    |
| 2001                                         | 16                                           | 10                                           | 100                                          | 120                                          |
| 2011                                         | 6                                            | 8                                            | 54                                           | 109                                          |
| 2021                                         | 6                                            | 7                                            | 54                                           | 98                                           |

## Património
- Igreja Paroquial de Santa Catarina
- Capela de Nossa Senhora dos Milagres
- Capela de São Sebastião
- Capela da Santíssima Trindade